# Lovran
Lovran (Italiaans: Laurana; Latijn: Laurania; Duits: Lauran) is een kleine stad in Kroatië, aan de Kvarner Riviera. Hoog boven Lovran torent het Učka gebergte met als hoogste top Vojak (1401 meter). Aan de andere zijde van Lovran ligt de Adriatische Zee. Lovran heeft 3987 inwoners en kan worden teruggedateerd tot in de eerste eeuw na Christus.

## Geschiedenis
De legende wil dat in de eerste eeuw na Christus de Romeinse patriciër Marcus Agripa de plek waar het huidige Lovran ligt koos voor de bouw van een villa. Hij noemde deze villa 'Tusculum'. Vanaf dat moment gingen steeds meer mensen hier wonen. De stad begon gestaag te groeien.
Lovran is vernoemd naar de Laurierboom (Laurus). Een plant waarvan de bladeren worden gebruikt bij het kruiden van diverse gerechten. Deze plant is dan ook goed vertegenwoordigd in en om de stad. De naam Lovran duikt het eerst op in de 7e eeuw na Christus.
In het jaar 799 verslaat Karel de Grote de Kroaten definitief bij Lovran. Dit jaar wordt gezien als het begin van het christendom in Kroatië. In de daaropvolgende eeuwen ontwikkelt Lovran zich tot een typisch middeleeuwse versterkte stad. Een stadsmuur omringde de stad, huizen binnen deze muur werden ertegen aangebouwd. Drie stadspoorten gaven toegang tot de stad. Van deze versterking rest nog slechts een toren en een stadspoort, de Stubica-poort. Vanaf de 12e eeuw ontwikkelt Lovran zich tot een handels- en scheepvaartstad waar ook schepen worden gebouwd.
Het centraal gelegen Sint-Joris plein biedt plaats aan de 14e-eeuwse Sint-Joriskerk. Sint-Joris (Sveti Juraj) is tevens de beschermheilige van de stad. In de Sint-Joriskerk zijn de resten van laatgotische fresco's te zien.
Buiten het centrum bevinden zich vele laat-19e-eeuwse en vroeg-20e-eeuwse villa's uit de tijd dat Lovran nog deel uitmaakte van Oostenrijk-Hongarije. De tijd dat de adel nog buitenhuizen hadden aan de Kvarner. Het toerisme in Lovran is dus meer dan 100 jaar oud.

## Marunada
Een van de grootste en belangrijkste evenementen in de stad is de Marunada, vrij vertaald het kastanjefestival. Het speelt zich af in de maanden oktober en november en is geheel gewijd aan de kastanjeoogst. Muziek, dans en natuurlijk gerechten bereid met de kastanje zijn de belangrijkste ingrediënten voor dit festival. Het feest wordt sinds 1973 georganiseerd. Andere grote evenementen zijn het kersenfestival in juni en het carnaval in februari.

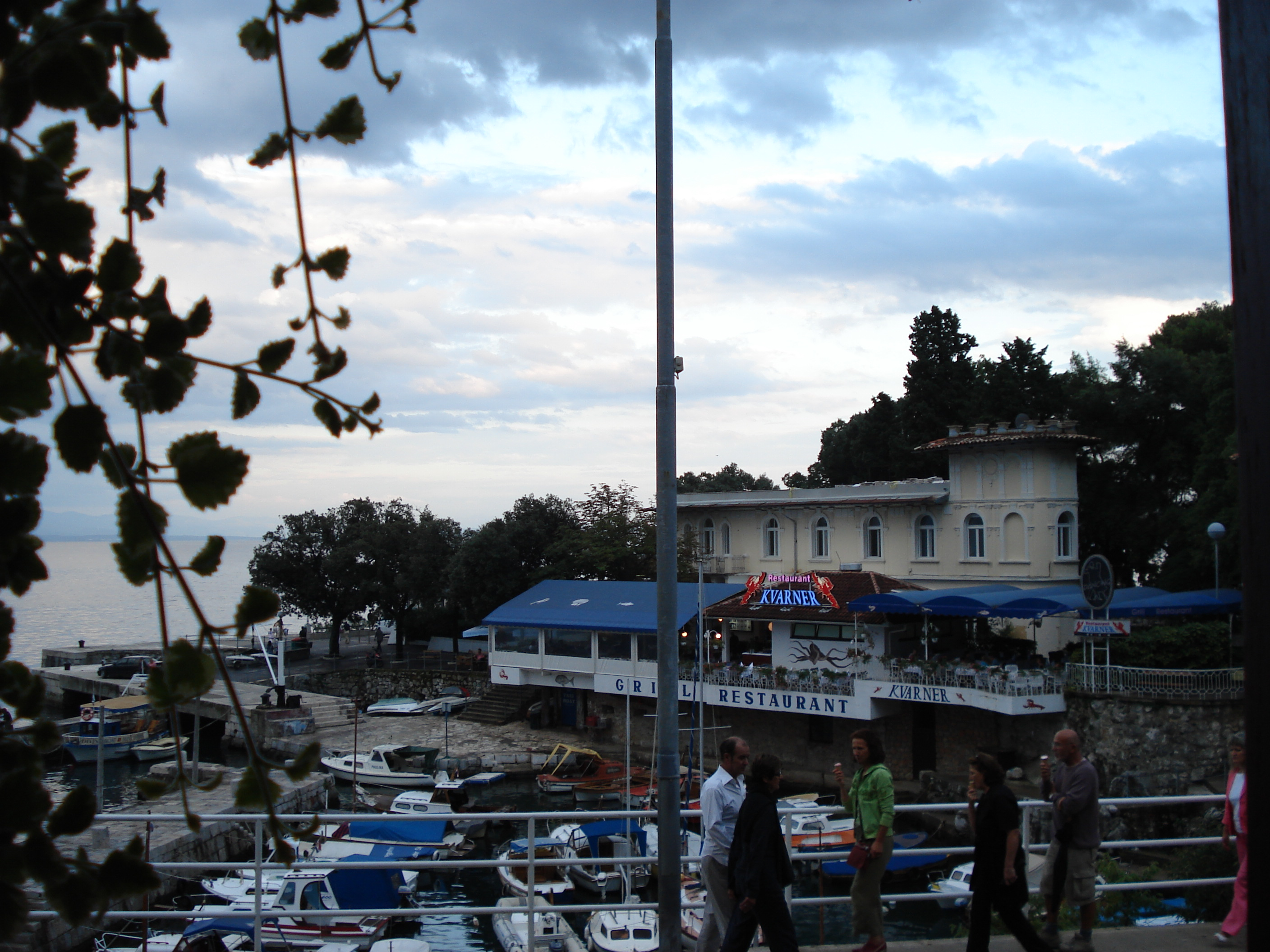
De kleine haven (lučica) van Lovran
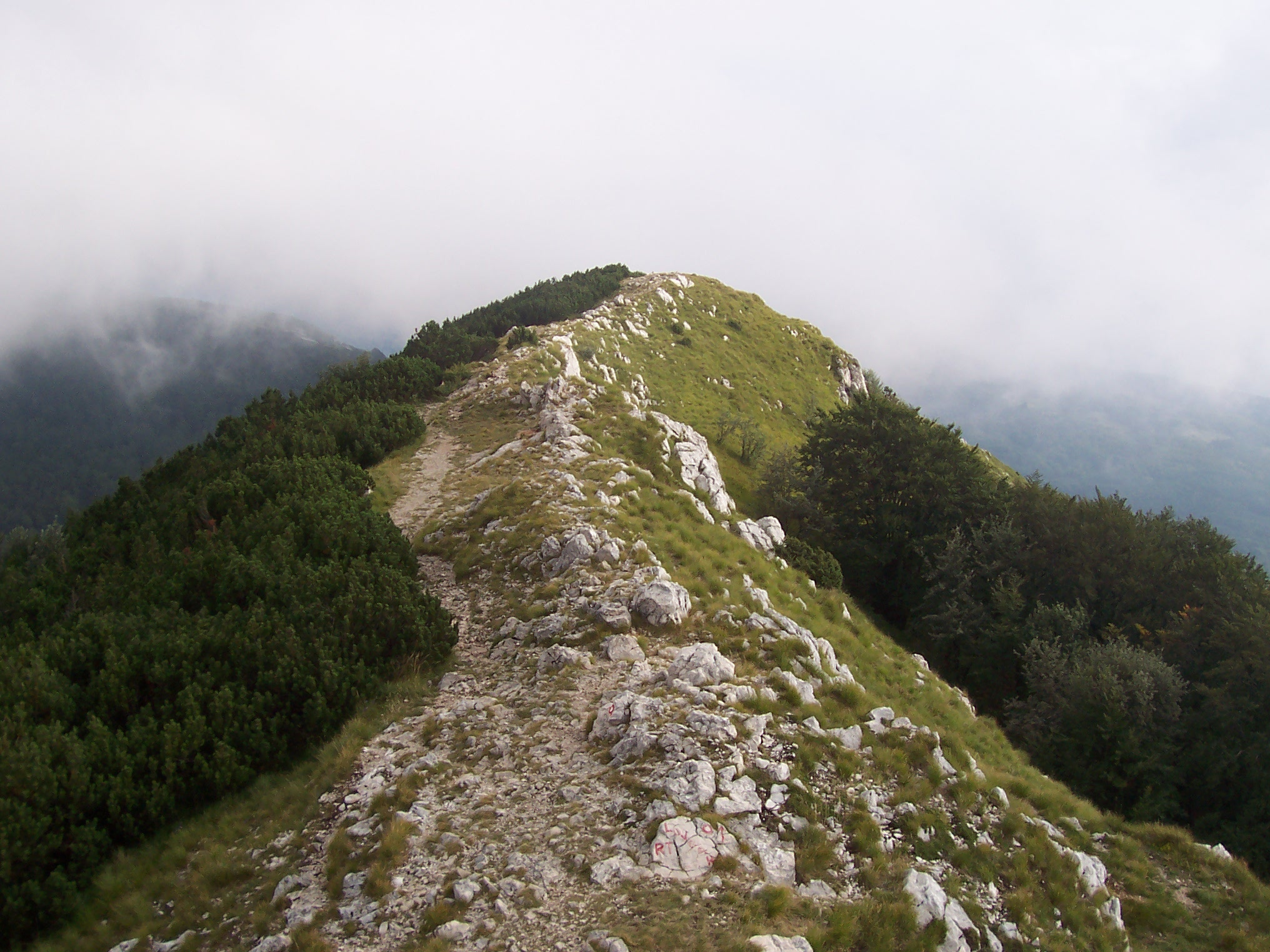
De hoogste top van Učka, Vojak
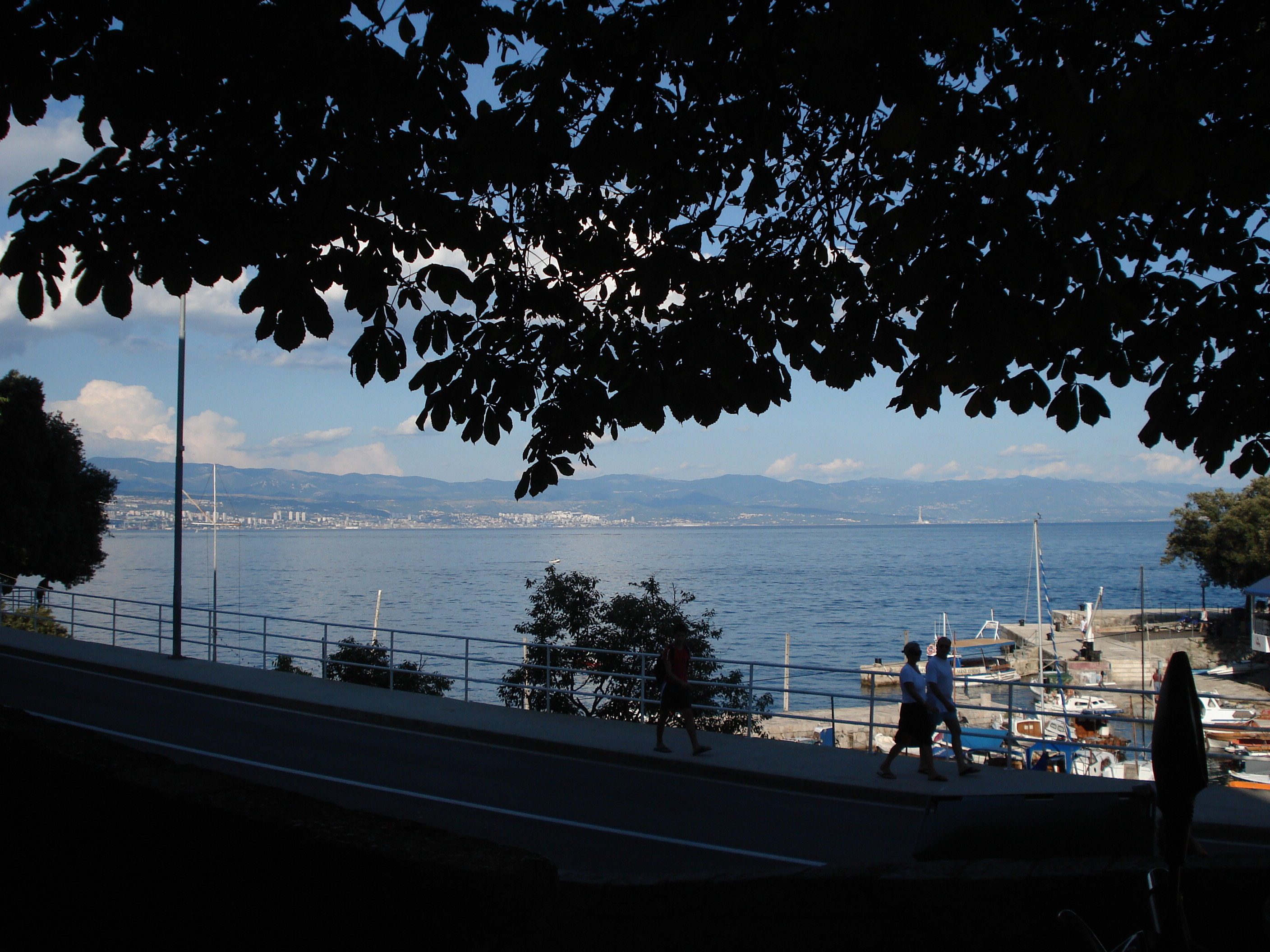
Uitzicht op de havenstad Rijeka vanaf de Stubica poort
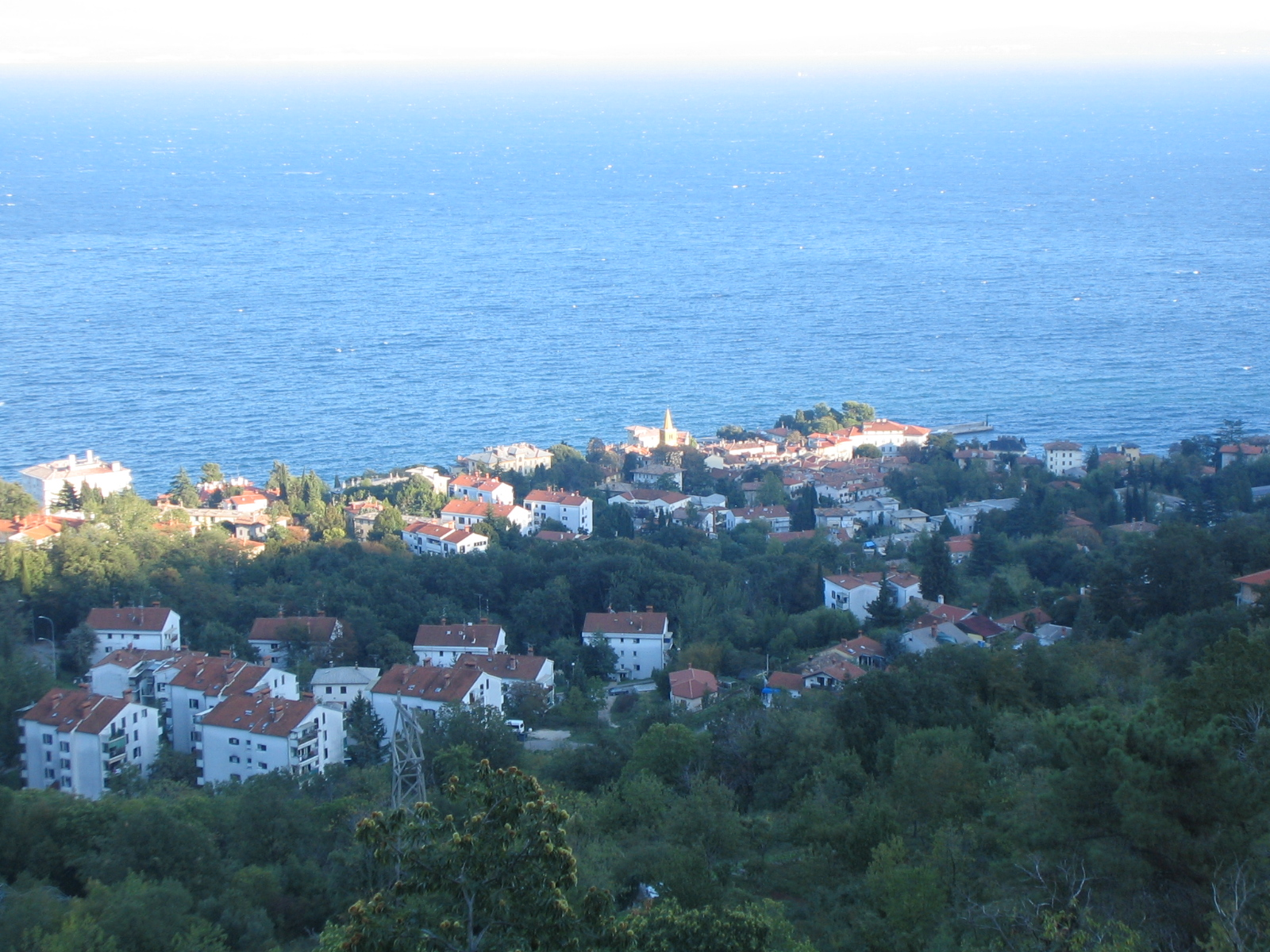
Uitzicht op Lovran vanuit het hoger gelegen deel Liganj

## De gemeente Lovran
Naast de kerngemeente Lovran vallen de volgende dorpen ook onder de gemeente Lovran:
- Liganj
- Lovranska Draga
- Medveja
- Tuliševica